# 2025年カナダ自由党党首選挙
2025年カナダ自由党党首選挙（英：2025 Liberal Party of Canada leadership election）は、ジャスティン・トルドーが、首相とカナダ自由党党首の役職を辞任することを表明したことを受け、後任の自由党党首を決定するために行われた選挙である。
党員による投票の結果、元イングランド銀行総裁、元カナダ銀行総裁のマーク・カーニーが新たな党首に選出された。

## 背景
ジャスティン・トルドーは、2013年の自由党党首選挙で当選した後、2015年カナダ総選挙で自由党を勝利に導き首相に就任した。その後2回行われた総選挙において、自由党は過半数を獲得することはできなかったものの政権を維持した。
しかし、コロナ禍以降の物価高騰や、移民の受け入れに対する批判が高まり、2024年12月にCBCが行った世論調査では、野党・保守党の支持率が42.7％で、与党・自由党の21.8％を上回る状況になるなど、支持率が低迷。さらに、2024年の大統領選挙でアメリカ大統領に選出されたドナルド・トランプがカナダに対して高額な関税措置をかけることを表明すると、その対応をめぐって自由党内でも対立が深まり、トルドーの側近として知られたクリスティア・フリーランド副首相兼財務相がトルドーとの意見の相違を理由に辞任するなど辞任圧力が高まった。
そして1月6日、トルドーは記者会見で首相と自由党党首の職を辞することを表明し、その後任を決める党首選挙を行うことになった。

## タイムライン
- 2025年1月6日 - トルドーが党首と首相を辞任する意向を発表。元自由党議員のフランク・ベイリス（英語版）が党首選への立候補の意向を表明。
- 2025年1月9日 - 投票日、入会金、会員規則など、党首選挙の詳細が発表される。自由党国会議員のチャンドラ・アーヤ（英語版）が立候補の意向を表明。
- 2025年1月13日 – 自由党議員ハイメ・バティステ（英語版）が立候補の意向を表明。
- 2025年1月16日 - カナダ銀行元総裁マーク・カーニーが立候補の意向を表明。
- 2025年1月17日 - 元財務大臣クリスティア・フリーランドがSNSの投稿で立候補の意向を表明。
- 2025年1月18日 - 政府院内総務のカリナ・グールド（英語版）が立候補の意向を表明。
- 2025年1月23日 - 立候補に必要な資金のうち5万ドルの返金期限。
- 2025年1月24日 - 元自由党議員ルビー・ダラ（英語版）が立候補の意向を表明。
- 2025年1月26日 - 選挙管理委員会より、チャンドラ・アーヤの立候補は不適格だと判断される。
- 2025年1月27日 - 投票登録の締め切り。
- 2025年1月30日 - ハイメ・バティステが立候補を撤回。
- 2025年2月21日 - 規則違反などの理由でルビー・ダラが失格となる。
- 2025年2月24日 - モントリオールでフランス語による討論会が開催。
- 2025年2月25日 - モントリオールで英語による討論会が開催。
- 2025年2月26日 - 投票期間が開始。
- 2025年3月9日 - 投票期間が終了。午後6時30分にオタワで開催されるイベントで選挙結果が発表。カーニーが勝者であることを宣言。